# كارديوتروفين 1
كارديوتروفين-1 (CT-1) أو العامل المضخم للقلب، هو أحد السيتوكينات من عائلة السيتوكين IL-6. وزنه الجزيئي 21.5 كيلو دالتون.

## الوظيفة المرضية
يرتبط CT-1 بآلية أمراض القلب ، بما في ذلك ارتفاع ضغط الدم، واحتشاء عضلة القلب، وأمراض صمامات القلب، وقصور القلب الاحتقاني.

## آلية التأثير
يمارس البروتين تأثيراته الخلوية عن طريق التفاعل مع مستقبلات ثنائية المغايل (heterodimer receptors) من فئة جليكوبروتين 130 (gp130) هي مستقبلات عامل تثبيط اللوكيميا بيتا (LIFR) . يقوم CT-1 أيضاً بتنشيط فوسفاتيديلينوسيتول 3-كيناز (PI-3 كيناز) في الخلايا العضلية القلبية ويعزز ارتباط عامل النسخ NF-κB بالدنا.
يتم التعبير عن CT-1 بشكل كبير في القلب والعضلات الهيكلية والبروستات والمبيض وبمستويات أقل في الرئة والكلى والبنكرياس والغدة الزعترية والخصية والأمعاء الدقيقة. 

## روابط خارجية
- cardiotrophin+1 في المكتبة الوطنية الأمريكية للطب نظام فهرسة المواضيع الطبية (MeSH).

- Irving, Michael (8 Aug 2017). "The protein that can make your heart think you exercise". newatlas.com (بالإنجليزية). Archived from the original on 2024-12-09. Retrieved 2017-08-09.

قالب:Cytokine receptor modulators